# Socialdemokratiska gruppen
Den socialdemokratiska gruppen är en partigrupp i Nordiska rådet. Den består av medlemmar från åtta nationella socialdemokratiska medlemspartier i de fem nordiska staterna och från de tre självstyrande områdena. Ordförande är riksdagsledamot Phia Andersson från Sverige. Hrannar Arnarsson från Island är partigruppens sekreterare.

## Medlemspartier
- Sveriges socialdemokratiska arbetareparti (S)
- Finlands Socialdemokratiska Parti (SDP)
- Arbeiderpartiet (Ap)
- Socialdemokratiet (S)
- Samfylkingin (S)
- Javnaðarflokkurin (Jvfl)
- Siumut (Si)
- Ålands Socialdemokrater (ÅSD)